# La Chapelle-Geneste
La Chapelle-Geneste är en kommun i departementet Haute-Loire i regionen Auvergne-Rhône-Alpes i centrala Frankrike. Kommunen ligger i kantonen La Chaise-Dieu som tillhör arrondissementet Brioude. År 2022 hade La Chapelle-Geneste 111 invånare.

## Befolkningsutveckling
Antalet invånare i kommunen La Chapelle-Geneste
| Referens: INSEE |